# Oleksandr Kucher
Oleksandr Mykoláyovych Kúcher (en ruso: Кучер Олександр Миколайович; Kiev, Unión Soviética; 22 de octubre de 1982) es un exfutbolista y entrenador ucraniano que jugaba de defensa. Actualmente dirige al SC Dnipro-1 de la Liga Premier de Ucrania.

## Biografía
Oleksandr Kúcher, que normalmente actúa de defensa central, empezó su carrera profesional en un equipo de su ciudad natal, el Arsenal Járkov. En 2002 ayudó a ascender a su equipo a la Persha Liha (segunda categoría).
En 2003 fichó por el Metalurg Donetsk. Nada más llegar, y ante la falta de oportunidades de jugar, solo disputando un encuentro, se marchó en calidad de cedido al Banants Erevan de Armenia. A su regreso ya entra de forma más frecuente en las alineaciones.
En 2004 llegaría al Metalist Járkov. Allí estaría hasta finalizar la temporada, previo a ser cedido al Arsenal Járkov, equipo en el que debutó. Permanecería en el Zhovto-Syni hasta que en 2006 ficharía por el Shakhtar Donetsk.

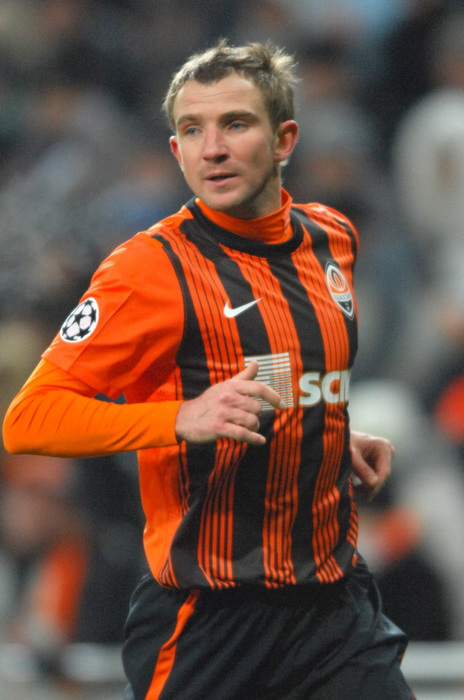
Kucher con el Shakhtar en 2011

Tras fichar con el club kieveño, finalizada la temporada 2005-06, conseguiría sus mayores éxitos en el transcurso de once años: ganaría siete Ligas y seis Copas y Supercopas de Ucrania, además del único título internacional del club, la Copa de la UEFA 2008-09.
Pasaría al Kayserispor de Turquía tras finalizar esta etapa. Allí estaría dos años, para después llegar al Karpaty, el cual sería su club hasta principios de 2020, donde estuvo unos meses inactivo para más tarde jugar en su último equipo, el Metalist, club que por ese entonces estaba dando sus primeros pasos en su refundación.

## Selección nacional
Ha sido internacional con la selección de fútbol de Ucrania en 57 ocasiones. Su debut con la camiseta nacional se produjo el 15 de agosto de 2006 en el partido que su selección ganaría 6-0 ante Azerbaiyán.

### Participaciones en Eurocopa
| Copa          | Sede              | Resultado      | Partidos | Goles    |
| ------------- | ----------------- | -------------- | -------- | -------- |
| Eurocopa 2012 | Polonia · Ucrania | Fase de grupos | Suplente | Suplente |
| Eurocopa 2016 | Francia           | Fase de grupos | 1        | 0        |

## Clubes
| Club                      | País    | Año       |
| ------------------------- | ------- | --------- |
| Arsenal Járkov            | Ucrania | 2000-2002 |
| Metalurg Donetsk          | Ucrania | 2003      |
| → Banants Erevan (cedido) | Armenia | 2003      |
| Metalist Járkov           | Ucrania | 2004-2006 |
| → Arsenal Járkov (cedido) | Ucrania | 2005      |
| Shakhtar Donetsk          | Ucrania | 2006-2017 |
| Kayserispor               | Turquía | 2017-2019 |
| FK Karpaty Lviv           | Ucrania | 2019-2020 |
| Metalist Járkov           | Ucrania | 2020      |

## Títulos
- 7 Ligas de Ucrania (Shakhtar Donetsk; 2008, 2010, 2011, 2012, 2013, 2014, 2017)
- 6 Copa de Ucrania (Shakhtar Donetsk; 2008, 2011, 2012, 2013, 2016, 2017)
- 6 Supercopa de Ucrania (Shakhtar Donetsk; 2008, 2010, 2012, 2013, 2014, 2015)
- 1 Copa de la UEFA (Shakhtar Donetsk; 2009)